# Барклай, Родерик
Родерик Барклай (англ. Roderick Barclay; 2.2.1909—24.10.1996) — британский дипломат.
Обучался в школе Хэрроу и Тринити-колледже Кембриджа.
На дипломатической службе с 1932 года. Служил в британских посольствах в Брюсселе, Париже, Вашингтоне, возглавлял отдел персонала Форин-офис. В 1949—1951 годах — главный личный секретарь министра иностранных дел Великобритании Эрнста Бевина. С 1951 г. — помощник, в 1953-1956 — заместитель замминистра МИД.
В 1956—1960 гг. — посол Великобритании в Дании.
В 1963—1969 гг. — посол Великобритании в Бельгии.
В 1969 году оставил дипломатическую службу, после чего возглавил подразделение фамильного банка Barclays во Франции в 1969—1979 гг., его председатель в 1970—1974 гг., одновременно в Barclays Bank International в 1971—1977 и of Banque de Bruxelles в 1971—1977. Также в 1969—1984 — неисполнительный директор Slough Estates.